# Морозов, Иван Иванович (Герой Советского Союза, 1913—1997)
Ива́н Ива́нович Моро́зов (14 [27] декабря 1913; село Ивановское, Курская губерния, — 25 августа 1997, Москва) — Герой Советского Союза (1943), капитан (1945).

## Биография
Родился 14 (27) декабря 1913 года в селе Ивановское Льговского уезда Курской губернии. В 1929 году окончил 7 классов школы.
В армии с ноября 1935 года. Проходил службу в артиллерии. В 1937 году демобилизован.
Затем жил и работал в Москве. Вновь в армии с июня 1941 года.
Участник Великой Отечественной войны: в октябре 1941 — октябре 1943 — старшина, командир огневого взвода и командир батареи 868-го истребительно-противотанкового артиллерийского полка (Западный, Брянский и Воронежский фронты). Участвовал в Московской битве, оборонительных боях на медынском и гжатском направлениях, Курской битве, Белгородско-Харьковской операции и битве за Днепр. 13 октября 1943 года во время боёв на Букринском плацдарме был тяжело ранен и отправлен в госпиталь.
Особо отличился в Курской битве и Белгородско-Харьковской операции. В период оборонительных боёв на Курской дуге 5-20 июля 1943 года уничтожил со своим взводом 14 танков, 6 автомашин с пехотой и до 150 фашистов. 5 июля 1943 года был ранен, но не оставил поле боя. В ходе наступательных боёв 12-13 августа 1943 года в районе села Гребениковка (Тростянецкий район Сумской области, Украина) взвод уничтожил противотанковую пушку и подавил 6 огневых точек.
За мужество и героизм, проявленные в боях, указом Президиума Верховного Совета СССР от 21 сентября 1943 года старшему лейтенанту Морозову Ивану Ивановичу присвоено звание Героя Советского Союза с вручением ордена Ленина и медали «Золотая Звезда».
В декабре 1944 года окончил артиллерийские курсы усовершенствования офицерского состава, в мае 1945 года — Ленинградскую высшую артиллерийскую офицерскую школу. Служил командиром батареи в артиллерии (в Киевском военном округе). С октября 1946 года капитан И. И. Морозов — в запасе.
С июня 1948 года работал в 1-м троллейбусном парке г. Москвы: водителем троллейбуса (1948—1952), заместителем директора (1952—1974), начальником отдела эксплуатации (1974—1982), ревизором движения (1982—1988), старшим контролёром (1988—1989) и распределителем работ (с 1989 года).
Жил в Москве. Погиб (попал под электричку) 25 августа 1997 года. Похоронен на Востряковском кладбище в Москве.

## Награды
- Герой Советского Союза (21.09.1943);
- орден Ленина (21.09.1943);
- два ордена Отечественной войны 1-й степени (26.07.1943; 11.03.1985);
- медали.